# Taenaris jobina
Taenaris jobina är en fjärilsart som beskrevs av Hans Fruhstorfer 1904. Taenaris jobina ingår i släktet Taenaris och familjen praktfjärilar. Inga underarter finns listade i Catalogue of Life.